# Vincent Candela
Vincent Philippe Antoine Candela (n. 24 octombrie 1973, Bédarieux, Grand Orb⁠(d), Franța) este un fost fotbalist francez.